# Stolni tenis
Stolni tenis je sport u kome se natječu dva (ili četiri) igrača koji lopticu udaraju reketom na stolu za stolni tenis.
Dimenzije stola su 2,74 x 1,525 m, stol je visok 76 cm. Dvije polovice stola dijeli mrežica visoka 15,25 cm koja viri (produžava se) s obje strane stola za 15,25 cm.
Po starim pravilima igralo se do 21, a svaki igrač je servirao za redom 5 puta. Danas se igra do 11 bodova, za redom se servira dva puta, pa je igra postala brža i zanimljivija.
Igra se na tri ili četiri dobivena seta, do 11. Razlika mora biti dva boda, dakle 12:10, i tako dok se ne postignu dva boda razlike.
Promjenama pravila je također loptica povećana s 38 na 40 mm i otežana - s 2,5 na 2,7 grama.

## Povijest stolnog tenisa
- Stolni tenis vuče svoje korijene iz Engleske kao večernja razonoda viktorijanske klase u 1880-im oponašajući veliki tenis u kući. Za igru su upotrebljavali svakodnevne predmete iz kuće. Knjige su nizali kao mrežicu, okrugli čep šampanjca bio je loptica, kutije cigara kao rekete, a kuhinjske bi stolove poslije večere pretvarali u stolove za stolni tenis. Kada je sport postajao sve popularniji počeli su se izrađivati prvi u okvir postavljeni pergamentni reketi. Zbog zvuka udaranja loptice od reket i stol, šport je dobio nadimak Ping-Pong. Prvu celuloidnu lopticu izradio je Englez James Gibb 1901. E. C. Goode 1903. je godine izradio modernu inačicu reketa tako da je gumu pričvrstio na drveni reket. Stolnom tenisu velike raste popularnost od 1901. godine kada se počinju organizirati turniri, a 1902 održava se i neslužbeno svjetsko prvenstvo. Godine 1921. u Engleskoj je osnovana Stolnoteniska udruga (TTA), a 1926. Svjetska stolnoteniska federacija (ITTF). London je 1927. ugostio prvo službeno svjetsko stolnotenisko prvenstvo. U 1950-im počeli su se proizvoditi reketi koji su ispod gume imali sloj spužve koja je omogućila veću rotaciju i veću brzinu loptice, što je dramatično promijenilo igru. Dodatno povećanje rotacije i brzine dolazi uporabom ljepila. Stolni je tenis predstavljen kao olimpijski šport na Olimpijskim igrama 1988. godine.

- ITTF 2000. godine donosi neka pravila kojima bi stolni tenis napravili prihvatljivijim televizijskoj publici. Dimenzije loptica povećane su s 38 mm na 40 mm i na taj su način usporili igru jer veća loptica gubi na brzini zbog većeg otpora zraka. Promijenjen je sustav bodovanja s 21 boda na 11 bodova kako bi se igre brzo mijenjale i tako bile napetije. Zabranjeno je sakrivanje loptice prilikom serviranja kako bi se smanjila prednost servera. Sva pravila pridonose tomu da se igra uspori te se produže izmjene udaraca igrača kako bi se sport učinio zanimljivijim za gledanje.